# (29798) 1999 CP79
A (29798) 1999 CP79 a Naprendszer kisbolygóövében található aszteroida. A LINEAR projekt keretében fedezték fel 1999. február 12-én.